# Муха морквяна
Му́ха морквя́на (Psila rosae) — муха родини Psilidae, ряду двокрилих. Шкідники окружкових овочевих культур. В Україні трапляється повсюдно, однак більш численна і шкодочинна в районах з підвищеною зволоженістю та на заході Лісостепу, Поліссі, передгір'ї Карпат.

## Опис
Імаго розміром 4—5 мм, блискучочорна із зеленуватим полиском; голова округла, жовто-коричнева з чорною трикутною плямою на тім'ї; вусики й ноги жовті; крила широкі, прозорі, з зеленуватим відтінком. Яйце розміром 0,6 мм, молочнобіле, овальне, з довгастими реберцями, звужене на задньому кінці у вигляді стебельця. Личинка 6—7 мм завдовжки, блідожовта, блискуча, із загостреним переднім кінцем і округленим заднім. Несправжній кокон розміром до 5 мм, видовженоовальний, бурий.

## Спосіб життя
Зимують лялечки в колисочках у поверхневому шарі ґрунту, а також в овочесховищах. Виліт мух відбувається у травні при прогріванні ґрунту до 15—17 °С, що збігається з цвітінням яблуні та горобини. Мухи тримаються у затінених вологих місцях. Додатково живляться нектаром квіток зонтичних рослин. Яйця самки відкладають увечері групами на ґрунт поблизу кормових рослин. Плодючість — 100–120 яєць. Відкладання яєць триває 20—25 діб. Через 5—10 діб відроджені личинки вбуравлюються в коренеплід і проточують у ньому звивисті ходи. Живлення триває 20—25 діб, після чого личинки залишають коренеплід і заляльковуються в ґрунті у несправжньому коконі на глибині 4—10 см. Через 12—15 діб вилітають мухи другої генерації. Розвиток личинок другого покоління розтягується до 40—50 діб. Личинки, що завершили живлення, заляльковуються в колисочках у поверхневому шарі ґрунту, де й залишаються до весни. За рік розвивається дві генерації, на півночі ареалу, зокрема в Українському Поліссі, лише 1 покоління. Розвиток личинок залежить від температури. В лабораторних умовах личинки розвивалися від 60 діб при 20°C до 80 діб при 15°C, а при температурі менше 12,5°C впадали в діапаузу.

### Природні вороги
Відкладені яйця, личинок і лялечок шкідника знищують жуки стафіліни, туруни, хижі трипси тощо. Серед турунів ворогами є види родів Bembidion (зокрема в Україні Bembidion lampros, Bembidion quadrimaculatum), птеростих тощо.  Личинок заражають їздці браконіди — Opius rufipes Wesm., O. earbonarius Nees., Alysia manducator Pz., A. truncator Nees., Dapsilarthra apii Curt., іхневмоніди — Perilissus lutescens Holmgr., Tersilochus melanogaster Thoms.

## Ареал
Вид поширений у Європі. У 1885 році випадково завезений до США, звідки поширився по помірній зоні Північної Америки на північ від 40° північної широти. Також випадково завезений до Нової Зеландії

## Значення для людини
Морквяна муха є важливим сільськогосподарським шкідником, що атакує моркву. Вид зареєстрований як шкідник у Великій Британії, Ірландії, Франції, Швеції, Швейцарії, Німеччині, Австрії, Росії, Україні. В Україні на експериментальних посівах цей вид був найбільш економічно важливим пошкоджуючим фактором для коренеплодів моркви у 2006 і 2008 роках. Листя пошкоджених рослин набуває фіолетово-червоного відтінку і в міру загнивання коренеплоду жовтіє і засихає. Поточені личинками другого покоління коренеплоди моркви втрачають смакові якості й стають непридатними для вживання. Частина шкідника з урожаєм моркви потрапляє в овочесховища.

### Заходи захисту
Віддалення нових посівів моркви від торішніх на 500—1000 метрів, що знижує можливість їх заселення морквяною мухою, яка слабко літає. Своєчасні проривання й прополювання моркви роблять їх менш привабливими для шкідника. Зяблева оранка поля після збирання врожаю. При чисельності, що перевищує одне яйце мухи на 20 рослин, — застосування інсектицидів.